# Havaika tantalensis
Havaika tantalensis är en spindelart som beskrevs av Prószynski 2007. Havaika tantalensis ingår i släktet Havaika och familjen hoppspindlar. Inga underarter finns listade i Catalogue of Life.